# Cyrestis vatinia
Cyrestis vatinia är en fjärilsart som beskrevs av Hans Fruhstorfer 1901. Cyrestis vatinia ingår i släktet Cyrestis och familjen praktfjärilar. Inga underarter finns listade i Catalogue of Life.